# Jan Stanisław Ciechanowski
Jan Stanisław Ciechanowski (ur. 20 stycznia 1974 w Gdańsku) – polski historyk i nauczyciel akademicki, doktor habilitowany nauk humanistycznych, profesor uczelni na Uniwersytecie Warszawskim, w latach 2010–2016 szef Urzędu do Spraw Kombatantów i Osób Represjonowanych.

## Życiorys
Ukończył historię i stosunki międzynarodowe na Uniwersytecie Warszawskim. W młodości publikował artykuły w czasopismach „Nowe Państwo”, „Karta” i „Arcana”. W 2005 uzyskał stopień doktora nauk humanistycznych w zakresie historii na podstawie rozprawy pt. Rzeczpospolita Polska wobec hiszpańskiej wojny domowej (1936–1939), przygotowanej pod kierunkiem Włodzimierza Borodzieja. Został wtedy pracownikiem naukowym Ośrodka Badań nad Tradycją Antyczną w Polsce i Europie Środkowowschodniej UW (przekształconego najpierw w Instytut Badań Interdyscyplinarnych „Artes Liberales”, a następnie w Wydział „Artes Liberales” UW). Był stypendystą m.in. Programu Fulbrighta, Fundacji na rzecz Nauki Polskiej, Fundacji im. Stefana Batorego, a także rządów polskiego i hiszpańskiego.
Od 1999 do 2001 był urzędnikiem w Kancelarii Prezesa Rady Ministrów w administracji Jerzego Buzka. W latach 2000–2005 był sekretarzem Polsko-Brytyjskiej Komisji Historycznej do Spraw Dokumentacji Działalności Polskiego Wywiadu w II Wojnie Światowej i Jego Współdziałania z Wywiadem Brytyjskim, powołanej przez premierów Jerzego Buzka i Tony’ego Blaira. W latach 2004–2005 pełnił funkcję zastępcy dyrektora sekretariatu prezesa Instytutu Pamięci Narodowej Leona Kieresa.
W maju 2006 został zatrudniony w Urzędzie do Spraw Kombatantów i Osób Represjonowanych. Był doradcą kierownika tej instytucji, następnie od października 2007 jego zastępcą. Po śmierci Janusza Krupskiego 15 kwietnia 2010 został pełniącym obowiązki kierownika tego urzędu. 1 lutego 2013 powołany na kierownika Urzędu do Spraw Kombatantów i Osób Represjonowanych (od 2014, po zmianie nomenklatury, pełnił funkcję szefa tego urzędu). Odwołany z tego stanowiska 31 stycznia 2016.
Habilitował się w 2019 na Wydziale Historycznym UW w zakresie nauk humanistycznych. W 2022 objął stanowisko profesora uczelni na UW. Został redaktorem naczelnym serii wydawniczej „Studia Polsko-Hiszpańskie” (w 2021) i czasopisma naukowego „Anuario Histórico Ibérico. Anuário Histórico Ibérico” (w 2022). W 2022 został również kierownikiem projektu badawczego dotyczącego relacji Zofii Lutosławskiej z Polski i Rosji dla hiszpańskiego dziennika „ABC” z lat 1915–1944.

## Odznaczenia i wyróżnienia
W 2005, za zasługi dla upamiętniania polsko-brytyjskiej współpracy w czasie II wojny światowej, został odznaczony Złotym Krzyżem Zasługi. W 2012 wyróżniono go Odznaką Honorową Województwa Podlaskiego. W 2015 otrzymał Medalion Pieta Miednoje 1940, przyznany przez Warszawskie Stowarzyszenie Rodzina Policyjna 1939 roku.

## Publikacje
- Azyl dyplomatyczny w poselstwie Rzeczypospolitej Polskiej w czasie hiszpańskiej wojny domowej (1936–1939), „Przegląd Historyczny”, vol. 91, nr 4, 2000, s. 551–584[12].
- Pułkownik Jan Kowalewski – kontakty z władzami niemieckimi w czasie wojny, „Zeszyty Historyczne”, nr 144, 2003, s. 50–88[13].
- Polscy ochotnicy po stronie narodowej w czasie hiszpańskiej wojny domowej (1936–1939), [w:] Jan Kieniewicz (red.), Studia polsko-hiszpańskie. Wiek XX, Ośrodek Badań nad Tradycją Antyczną, Warszawa 2004, s. 117–151.
- Las relaciones entre la Polonia comunista y la República española en el exilio. Razones políticas de la misión de Manuel Sánchez Arcas en Varsovia (1946–1950), „Ayer”, nr 67, 2007, s. 49–79.
- Podwójna gra. Rzeczpospolita Polska wobec hiszpańskiej wojny domowej 1936–1939, Fundacja Historia i Kultura, Warszawa 2014.
- Portugalio, dziękujemy! Polscy uchodźcy cywilni i wojskowi na zachodnim krańcu Europy w latach 1940–1945, Urząd do Spraw Kombatantów i Osób Represjonowanych, Warszawa 2015.
- Ewakuacja oficerów i pracowników Ekspozytury „300” Oddziału Informacyjno-Wywiadowczego Sztabu Naczelnego Wodza z Francji przez Hiszpanię i Portugalię do Wielkiej Brytanii (1942–1943). Stan badań, [w:] Tadeusz Dubicki (red.), Wywiad i kontrwywiad wojskowy II RP. Z działalności Oddziału II SG WP, t. IX, Wydawnictwo LTW, Łomianki 2019, s. 23–61.
- Los movimientos migratorios polacos de carácter político durante la Segunda Guerra Mundial. Antecedentes, desarrollo y consecuencias, „Aportes. Revista de Historia Contemporánea”, vol. 35, nr 104, 2020, s. 63–96[14].
- Uznawanie przez Hiszpanię rządu Rzeczypospolitej Polskiej na uchodźstwie w latach 1945–1968. Historia pewnego mitu, „Dzieje Najnowsze”, vol. 53, nr 2, 2021, s. 91–113[15].
- Czarna legenda Mirandy. Polacy w hiszpańskim obozie internowania w Miranda de Ebro 1940–1945, Oficyna Wydawnicza Rytm i Wydział „Artes Liberales” UW, Warszawa 2021.